# Echo Continental

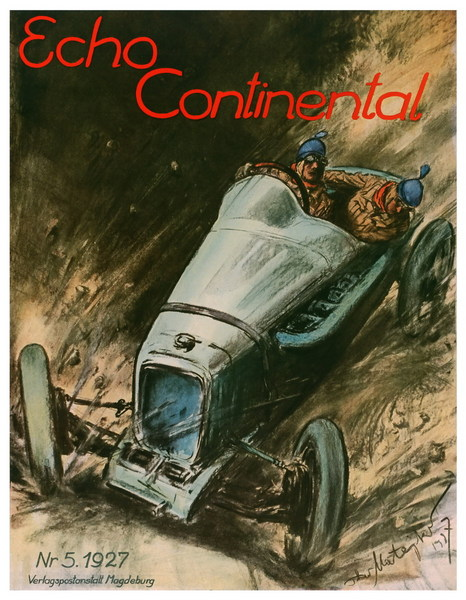
Titelbild der Echo Continental, Ausgabe Nr. 5, 1927, von Theo Matejko

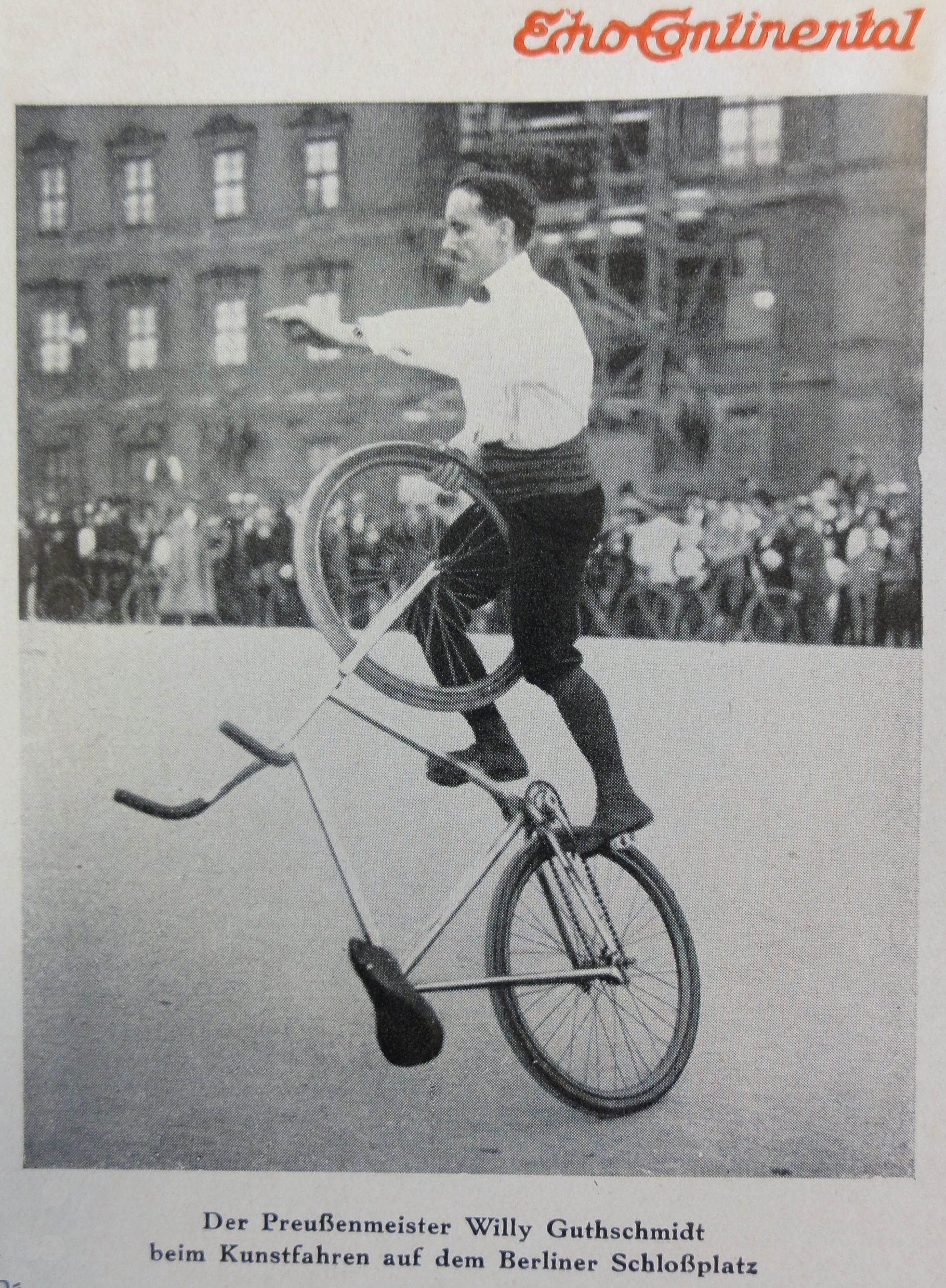
„Der Preußenmeister Willy Guthschmidt beim Kunstfahren auf dem Berliner Schloßplatz“;
punktgerasterte Fotografie aus einer Echo Continental von 1923

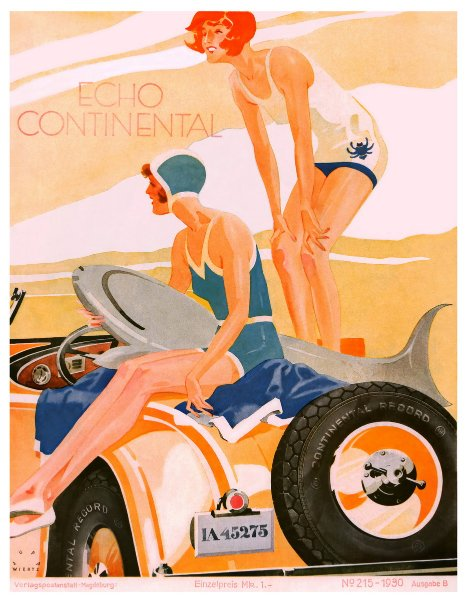
1930, inmitten der Weltwirtschaftskrise: „Idyllische Seebäder und das mondäne Strandleben“ sind noch Thema des „Echo“ Nr. 215, Ausgabe B

Echo Continental war eine in Hannover herausgegebene Kunden- und Werkzeitschrift des Reifen- und Gummiwarenherstellers Continental AG. Das von Januar 1913 bis April 1941 von Plakatkünstlern und Illustratoren gestaltete monatlich erschienene Blatt informierte vor allem über vielbeachtete Sportereignisse, nutzte neben klassischer Berichterstattung aber auch Comic-Figuren und humoristische Geschichten zur eigenen Öffentlichkeitsarbeit in ihrer Abonnementszeitschrift.

## Geschichte und Beschreibung
Bereits zu Beginn des 20. Jahrhunderts betrieb die Continental-Caoutchouc- und Gutta-Percha-Compagnie breit gefächerte Werbestrategien: Neben Plakaten, Inseraten und Reklamemarken setzte das Unternehmen vor allem auf für die Kunden nützliche Werbemittel wie beispielsweise Landkarten, Straßenatlanten und Reiseführer. Gemäß seinem Wahlspruch „Semper prorsum, nunquam retrorsum!“, zu deutsch: „Immer nützlich sein, niemals verharren!“, stiftete das Unternehmen noch unter dem aus jüdischer Familie stammenden Continenal-Direktor Siegmund Seligmann sogar manche der seinerzeit noch seltenen Straßenschilder.
Diese PR-Instrumente wollte der Gummihersteller noch zu Friedenszeiten des Deutschen Kaiserreichs durch eine Kundenzeitschrift ergänzen, die zwar ausschließlich die eigenen Produktfelder bewerben sollte, deren Attraktivität die Interessenten aber dennoch sogar zu Abonnenten werden lassen sollte. Zu diesem Zweck legten die Herausgeberin und die Redaktion – das Blatt wurde unter anderem zunächst von Wilhelm Holtzheuer redigiert – „besonders großen Wert“ auf die Titelseiten, die teils von „herausragenden Talenten aus dem eigenen Mitarbeiterstab“ geschaffen oder für die „Perlen der freischaffenden Kunstszene“ verpflichtet wurden. So spiegelte die von den Grafikern und Plakatkünstlern gestalteten Titelseiten die jeweils zeitgenössischen Kunstrichtungen wider, vom späten Jugendstil über Expressionismus und Art déco bis hin zur Neuen Sachlichkeit.
Im Innenteil wurden die Leser mit klassischer Sportberichterstattung aus den Bereichen Fahrrad, Tennis und Fußball informiert sowie über Automobil- und frühe Flugzeug-Wettrennen. Auch hier wurde beispielsweise die legendäre Rückhand von William „Big Bill“ Tilden kunstvoll in Szene gesetzt, aber auch der Flug von Roald Amundsen zum Nordpol oder die Äquatortaufe von Elly Beinhorn illustriert. Dabei hatten die Künstler weitgehend freie Hand bei der Gestaltung ihrer Werke; lediglich das Conti-Logo sowie die Typographie waren – zumindest anfänglich – vorgegeben.
Startete das „Echo“ 1913 mit einer Erstauflage von 30.000 Exemplaren, hatte sich die Anzahl der gedruckten Hefte kaum ein Jahr darauf bereits verdoppelt. In den 1920er Jahren bis Anfang der 1930er Jahre verließen oftmals weit mehr als 100.000 Exemplare die Druckmaschinen. Der Abopreis betrug für 12 Ausgaben zeitweilig 2,40 Mark jährlich; „ausgewiesene Automobilisten und Motorradfahrer“ konnten jedoch ein unentgeltliches Jahresabo bestellen und sich die Hefte portofrei zusenden lassen.
Insbesondere nach dem Ersten Weltkrieg stellten die Continental-Gummi-Werke auch „den Humor in den Dienst ihrer Werbung“, wie es der von 1919 bis 1921 tätige Echo-Chefredakteur Karl Wigo Weigand formulierte. Nachdem die Leser zunächst noch mit „charmanten Witzen und Parodien im Comic-Stil“ unterhalten wurden, konnten sie ab Ende des Jahres 1922 mit einer Kunstfigur um die Welt reisen: Der dicke Kapitän Priemke fuhr beispielsweise nach Melanesien, um einen dortigen Stamm „wilder Eingeborener“ erst mit Tennisbällen der Continental AG zu versorgen, den Häuptling Okuhahayn ins Boot zu holen und mit ihm dann in Heften quer durch Deutschland zu reisen – immer mit der gleichzeitigen Werbung für Conti-eigene Gummiprodukte.
Der Schriftsteller Erich Maria Remarque, wohl schon ab Mitte 1921 zunächst als freier Mitarbeiter, vermutlich ab April 1922 als Festangestellter und im Juni 1923 verantwortlicher Chefredakteur, schuf 1923 die beiden Comicstars des Blattes: Die stets vergnügten „Contibuben“ führten als schlitzohrige Lehrlinge als Serienhelden immer neue Streiche aus, von ihrem Schöpfer pointiert in Reimen geschildert, mit Remarques Initialen E.M.R. signiert und von dem Zeichner Hermann Schütz bebildert. Auch nach seinem Wechsel zum Scherl-Verlag Anfang 1925 schrieb Remarque seine Contibuben-Verse bis zu deren Einstellung im Dezember 1926 fort.
Nach der Machtergreifung durch die Nationalsozialisten geriet auch das Echo ab Mitte der 1930er Jahre „unter den Einfluss der Kunstdiktatur des NS-Regimes“: Als mitten im Zweiten Weltkrieg im April 1941 die 228. und letzte Ausgabe erschien, zeigte das von Willy Müller gezeichnete Titelbild „ein düsteres Bild von deutschen Soldaten, die auf ihren Continental-bereiften BMW-Motorrädern durch ein jugoslawisches Dorf fahren“: Der Balkanfeldzug hatte begonnen.

## Weitere Persönlichkeiten
Zu den Illustratoren und Textern von Echo Continental zählten unter anderem eigene Mitarbeiter oder auch den Continental-Gummiwerken verpflichtete „Perlen der freischaffenden Kunstszene“ wie etwa Jupp Wiertz, der von 1925 bis 1930 drei Echo-Titelseiten entwarf. Bernd Reuters schuf zwischen 1926 und 1932 zehn expressionistische Titelseiten. Auch Paul Kaufmann alias „Caspari“, Ludwig „Lutz“ Ehrenberger, Carlo Egler, Julius Ussy Engelhard, Kurt Heiligenstaedt, der Pressezeichner Theo Matejko, Carl Franz Bauer, Julius Ussy Engelhard und Willy Müller  gehörten zu den Illustratoren. Otto Schendel, seit 1924 bei Continental beschäftigt, schuf die Figur des „Herrn Conti“, eines Zigarre rauchenden Reifens mit Gesicht, Armen und Beinen.